# Navarredonda de la Rinconada
Navarredonda de la Rinconada is een gemeente in de Spaanse provincie Salamanca in de regio Castilië en León met een oppervlakte van 13,12 km². Navarredonda de la Rinconada telt 185 inwoners (1 januari 2016).

## Demografische ontwikkeling
Bron: INE, 1857-2011: volkstellingen